# Desiree Scott
Desiree Rose Marie Scott (Winnipeg, 31 de juliol de 1987) és una futbolista canadenca que juga com a migcampista defensiva en el Notts County anglès.

## Trajectòria
Scott va començar en la NCAA amb el Manitoba Bisons (2005-09). El 2010 va passar a la W-League amb les Vancouver Whitecaps i va debutar amb la selecció canadenca, amb la qual ha jugat 71 partits a data de 2014.
El 2013 va donar el salt a la NWSL al Kansas City, i el 2014 va fitxar pel Notts County, el seu primer equip europeu.
Amb la selecció canadenca ha jugat el Mundial 2011 i els Jocs Olímpics 2012, on va guanyar un bronze.